# Колтовер, Александра Николаевна
Александра Николаевна Колтовер (1906—1995) — советский учёный-патологоанатом, доктор медицинских наук (1968), профессор (1970).  Лауреат Государственной премии СССР в области науки и техники (1971).

## Биография
Родилась 18 марта 1906 года в городе Москве в семье инженера-железнодорожника.
В 1939 году окончила Второй Московский медицинский институт и осталась младшим ассистентом во 2-м ММИ.
С 1944 по 1947 годы обучалась в аспирантуре на кафедре патологической анатомии 2-го ММИ, возглавляемой академиком АМН СССР И. В. Давыдовским. В 1947 году после окончания аспирантуры А. Н. Колтовер защитила кандидатскую диссертацию на тему: «К морфологии и механизму развития апоплексий при гипертонической болезни».  
С 1947 по 1957 годы продолжила работу на кафедре патологической анатомии 2-й ММИ — старшим преподавателем, ассистентом и доцентом. Основным направлением научной работы А. Н. Колтовер являлось изучение патологии сосудов головного мозга и желудочно-кишечного тракта при гипертонической болезни, особенно при гипертонических кризах. Будучи одним из ближайших учеников и последователей академика И. В. Давыдовского, А. Н. Колтовер всегда проводила в жизнь клинико-анатомический принцип в решении вопросов патогенеза изучаемых болезней. 
С 1957 по 1986 годы А. Н. Колтовер работала заведующей Лабораторией патологической анатомии НИИ неврологии АМН СССР.
В 1968 году защитила докторскую диссертацию по теме: «Морфология и патогенез острых нарушений мозгового кровообращения (инсультов) при гипертонической болезни и атеросклерозе».
В 1971 году за цикл работ по изучению нарушения мозгового кровообращения при патологии магистральных артерий головы, написанных с 1959 по 1970 годы, А. Н. Колтовер была удостоена Государственной премии СССР.
В 1986 А. Н. Колтовер вышла на пенсию и жила в Москве. Умерла в 1995 году.

## Основные труды
- Колтовер А. Н. Морфология и патогенез острых нарушений мозгового кровообращения (инсультов) при гипертонической болезни и атеросклерозе / АМН СССР. - Москва : 1968 г. — 100 с.
- Колтовер А. Н. Патологическая анатомия нарушений мозгового кровообращения / А. Н. Колтовер, Н. В. Верещагин, И. Г. Людковская, В. А. Моргунов. - Москва : Медицина, 1975 г. — 255 с.

## Награды
- Государственная премия СССР в области науки и техники (1971 — «за цикл работ по изучению НМК при патологии магистральных артерий головы (1959—1970)»)